# Pseudolinosyris grimmii
Pseudolinosyris grimmii là một loài thực vật có hoa trong họ Cúc. Loài này được (Regel & Schmalh.) Novopokr. miêu tả khoa học đầu tiên năm 1918.